# 搬经镇
搬经镇是中华人民共和国江苏省南通市如皋市下辖的一个镇。
2013年3月18日，江苏省人民政府批复同意撤销常青镇、高明镇、搬经镇，将原搬经镇所辖区域与原高明镇所辖晓庄、刘庄、卢庄3个村委会以及中心、高明、鲍庄3个居委会区域和原常青镇所辖万全、楼冯、土山3个村委会区域以及横埭、袁庄、叶庄、董王4个居委会区域合并，设立新的搬经镇，镇政府驻绘园路3号。

## 行政区划
搬经镇下辖以下村级行政区划单位：
中心社区、高明庄社区、鲍庄社区、晓庄村、刘庄村、卢庄村、叶庄社区、横埭社区、袁庄社区、董王社区、万全村、土山村、楼冯村、搬经社区、加马社区、谢甸社区、加力社区、搬东社区、严鲍社区、朱夏社区、群岸社区、鞠桥社区、湖刘社区、兴夏社区、焦港村、丁许村、万富村、梅甸村、芹界村、夏堡村、任庄村、林上村、肖马村、龙桥村和港桥村。